# Parathesis emarginata
Parathesis emarginata är en viveväxtart som beskrevs av Cyrus Longworth Lundell. Parathesis emarginata ingår i släktet Parathesis och familjen viveväxter. Inga underarter finns listade i Catalogue of Life.